# Sauvés par l'amour

Sauvés par l'amour (Das Geheimnis des roten Hauses) est un téléfilm allemand en deux parties, réalisé par Jörg Grünler, et diffusé et diffusé en 2005.

## Fiche technique
- Titre original : Das Geheimnis des roten Hauses
- Réalisation : Jörg Grünler
- Scénario : Silke Zertz, d'après le roman de Hedwig Courths-Mahler
- Photographie : Daniel Koppelkamm
- Musique : Marius Ruhland
- Durée : 180 min
- Date de diffusion :

## Distribution
- Tim Bergmann : Rudolph von Plessen
- Pauline Knof : Eva Hermsdorf
- Natalia Wörner : Liliane Clermont
- Fritz Karl : Henri Clermont
- Paula Kalenberg : Hella von Plessen
- Maximilian von Pufendorf : Hans Trachwitz
- Monika Baumgartner : Anna von Brenken
- Peter Lerchbaumer : Wilhelm von Brenken
- Jana Altmanova : Köchin
- Petra Kelling : Johanna Bode
- Devid Striesow : Martin Lünefeld